# 北欧ふたりぐらし
『北欧ふたりぐらし』（ほくおうふたりぐらし）は、だたろうによる日本の漫画作品。スウェーデンに引っ越した夫婦を描く漫画作品である。『ヤングアニマルZERO』（白泉社）にて、2021年12月1日増刊号（2021年11月9日発売）より連載中。日本からスウェーデンに移住した新婚2人の視点で、スウェーデンの料理、街並み、文化や制度を描き、2人が理想としたスウェーデン生活や、逆に日本とのギャップや大変なところに苦しむ姿を描く作品。
楽天Kobo電子書籍Award2024「世界に届けたい!一押しコミック部門」大賞受賞作品。
料理、街並み、森や湖といった自然の描写にはリアリティがあり、実際にスウェーデンを訪れた経験のある人には、その時の情景を思い浮かべるほど丁寧に描写されている。しかし、だたろう自身はスウェーデンを訪れた経験はなく、初スウェーデンは単行本1巻発売以降のことになる。
だたろう自身が料理を食べることも作ることも大好きだと発言しており、作中のスウェーデン料理が美味しそうに描かれていることは本作のポイントとされる。

## 連載の経緯
だたろうは、2006年公開の映画『かもめ食堂』などを見て北欧に興味を抱いていたが、デザインのこと、コーヒーの消費量が多いこと、福祉大国であることなど、いろいろな肩書きがある国だなと思うくらいだった。
コロナ禍の時期に、抱えていた連載作品がひと段落したときがあり、次作のアイデアに行き詰ってしまう。気分転換に北欧で暮らしている人々のYouTubeを見たところ、自然とのつながりや、生きていく上で何を大事にすべきなのかといった北欧の人々の考え方にとても癒された。そんなときに、担当編集との打ち合わせで「北欧をテーマに描くのはどうか?」という話が出て、だたろう自身も興味があることから、企画を作り始めて、連載にこぎつけた。
コロナ禍では、世界的にもロックダウン政策を採用する国、都市が多かったが、スウェーデンはコロナ対策はしても人の自由を奪うような強い規制を取らなかった。だたろう自身も好きな北欧について噛み砕いてアウトプットできたら、窮屈な気持ちを少しでも和らげることができるかなと思ったと語っている。

## あらすじ
末次ふゆ美は家具業界で働いていたが、仕事に忙しく、休日もゆっくりする余裕もない日々を送っていた。テレビで放映されていたスウェーデンのリラックスした暮らしへの憧れをふゆ美が口にし、それを聞いた彼氏の田岡陽平が「結婚してスウェーデンで一緒に暮らそう」と提案してきた。陽平にもスウェーデン転勤の打診があったのである。ふゆ美はプロポーズを承諾し、2人は急転直下、スウェーデンへ移住をすることになった。
スウェーデンでは憲法で自然享受権が定められており、森でブルーベリーを摘んだり、シナモンロールやショットブッラル（いわゆるミートボールだが甘いジャムを添える）を楽しんだり。夏休みが4週間もあるという長さに驚いたり、寒い暗い天気が悪い北欧の冬を体験したり。

## 主な登場人物
ふゆ美
考え過ぎるきらいがあり、そのため「ボーッとしてる」とも言われてしまうことがある。自分の意見を表明することが苦手。
いくつかの職を経て、家具業界勤務。「ユタカテック」へのインテリア家具の発注を担当するが、自分の案よりも上司の推すプランを提出することになり、陽平に却下され、まとまりきらなかった自身の案を告げたところ、それが採用。いつしか、互いの住居の合鍵を持つ間柄になっていた。
結婚、スウェーデン移住を機に退職。スウェーデンでは移民向けスウェーデン語学校（Svenskundervisning för invandrare）に通う。1年ほど経過し、アルバイトを探し始める。
陽平
言いたいことは言う自由人気質。「ユタカテック」勤務。
エリック
スウェーデンでの陽平の上司。大阪滞在経験があり、日本語（大阪弁）での会話ができる。ディルが好物で料理などでは使用量が多い。
サラ
エリックのパートナー。エリック同様に大阪滞在経験があり、日本語（大阪弁）での会話ができる。30歳代半ば。食品関連の会社に勤めている。『美少女戦士セーラームーン』のファン。エリック、サラのどちらも陽平より身長が高い。
ソフィア
サラの妹。サラと同様に『美少女戦士セーラームーン』のファン。本格的な登場は10話からではあるが、2話の扉絵にも描かれている。
子どもの名はカール、エマ。人工授精によるもの。
マリア
ソフィアのパートナーの女性（スウェーデンでは同性婚が法的にも認められている）。本格的な登場は10話からではあるが、2話の扉絵にも描かれている。
イザベラ、ソヨン
移民向けスウェーデン語学校でのふゆ美のクラスメイトの女性。イザベラはスペイン出身で、スウェーデン人と結婚して移住してきた。ソヨンは韓国人。
3人とも、移民向けスウェーデン語学校では同国人がおらずグループに入れないでいたことから、仲良くなる。
アダム、エヴァ
ふゆ美の行きつけのカフェの店主・アダムと共同経営者・エヴァ。
バカンスに訪れたゴットランド島でふゆ美、陽平と遭遇したアダムがアルバイト先を探していることを知って、アルバイトに採用する。その際に、全ては行動を起こしたふゆ美に起因すると「幸運は勇者を好む」の格言を送る。

## 書誌情報
- だたろう『北欧ふたりぐらし』白泉社〈ヤングアニマルコミックス〉、既刊4巻（2025年3月28日時点）
  1. 2022年10月28日発売 ISBN 978-4-592-16061-8
  2. 2023年7月28日発売 ISBN 978-4-592-16062-5
  3. 2024年5月29日発売 ISBN 978-4-592-16063-2
  4. 2025年3月28日発売 ISBN 978-4-592-16064-9